# لويزا مارتنديل (نسوية)
لويزا مارتنديل، لقبها قبل الزواج سبايسر (25 يونيو 1839 - 15 مارس 1914) كانت ناشطة بريطانية في مجال حقوق المرأة والمطالبة بحق المرأة في الاقتراع.

## الحياة
ولدت مارتنديل في وودفورد جرين، إسيكس. كان والدها، جيمس سبايسر، بائع قرطاسية بالجملة مع شركة عائلية ناجحة. كانت العائلة من المصلين البارزين.  
أسست محطة راي لودج ميشين في وودفورد جرين عام 1865.  خلال فترة وجودها في برايتون، كانت واحدة من مؤسسي جمعية النساء الليبراليات (1891)، والحركة التعاونية النسائية ومستوصف نسائي أصبح فيما بعد مستشفى ساسكس الجديد للنساء والأطفال. كما شاركت في جمعية الكتاب المقدس البريطانية والأجنبية وجمعية حق المرأة في التصويت.  ساعدت شقيقها ألبرت سبايسر، النائب الليبرالي عن مونماوث بورو (1892-1900) وهاكني سنترال (1906-18)،   الذي عمل بنفسه في قضايا مثل قبول النساء في مجالس المقاطعات. 

## الحياة الشخصية
في عام 1871، تزوجت من ويليام مارتنديل الذي كان تاجرًا. لم يدم زواجهما طويلا. مات بعد سنوات قليلة فقط. كان أحد أطفالهم لويزا الذي كان جراحًا ومشاركًا في حق الاقتراع. وكانت هيلدا ابنتها الثانية، موظفة وكاتبة.    ماتت الابنة الثالثة في سن الطفولة.  بعد وفاة زوجها حوالي عام 1874، سافرت لويزا مع بناتها الصغيرات في جميع أنحاء إنجلترا وأوروبا، واستقرت في النهاية في برايتون. في عام 1903، انتقلت إلى هورستيد كينز في ساسكس، حيث قامت ببناء كنيسة تجمعية. 

## الموت
فارقت الحياة مارتنديل من التهاب رئوي في هورستيد كينز في 15 مارس 1914 عن عمر يناهز 74 عامًا.